# Hosszúréti-patak
Le Hosszúréti-patak ou Kő‐ér est un ruisseau de Hongrie, affluent du Danube. Il prend sa source dans la forêt de Biatorbágy et s'écoule ensuite vers l'Est, traversant les localités de Biatorbágy, Budakeszi, Budaörs, le 11e arrondissement de Budapest (Kőérberek), Törökbálint et Diósd. Il se jette dans le Danube en face de l'île de Csepel.